# 11311 Peleus
11311 Peleus è un asteroide near-Earth. Scoperto nel 1993, presenta un'orbita caratterizzata da un semiasse maggiore pari a 2,1165516 au e da un'eccentricità di 0,5357527, inclinata di 25,49029° rispetto all'eclittica.